# Levitación de David Copperfield
La levitación de David Copperfield es una ilusión creada por John Gaughan, la cual es considerada por muchos magos como una de las mejores ilusiones del mundo. Fue presentada al público y retransmitida por televisión por primera vez en 1992 en el especial The Magic of David Copperfield XIV: Volar, vive el sueño.
En esta ilusión, Copperfield vuela en forma acrobática por todo el escenario. Después de su sorprendente vuelo la audiencia sospecha que él puede estar sujetado por alambres. Para eliminar dudas, Copperfield pasa a través de dos aros. Tras esto, David flota dentro de una caja de acrílico para terminar de convencer a los espectadores de que no está usando alambres. Por último, elige a una voluntaria de su audiencia y levita con ella de forma similar a Superman.